# 武宁假毛蕨
武宁假毛蕨（学名：Pseudocyclosorus paraochthodes）为金星蕨科假毛蕨属下的一个种。

## 扩展阅读
- 維基物種上的相關：武宁假毛蕨